# Mentzendorffhaus

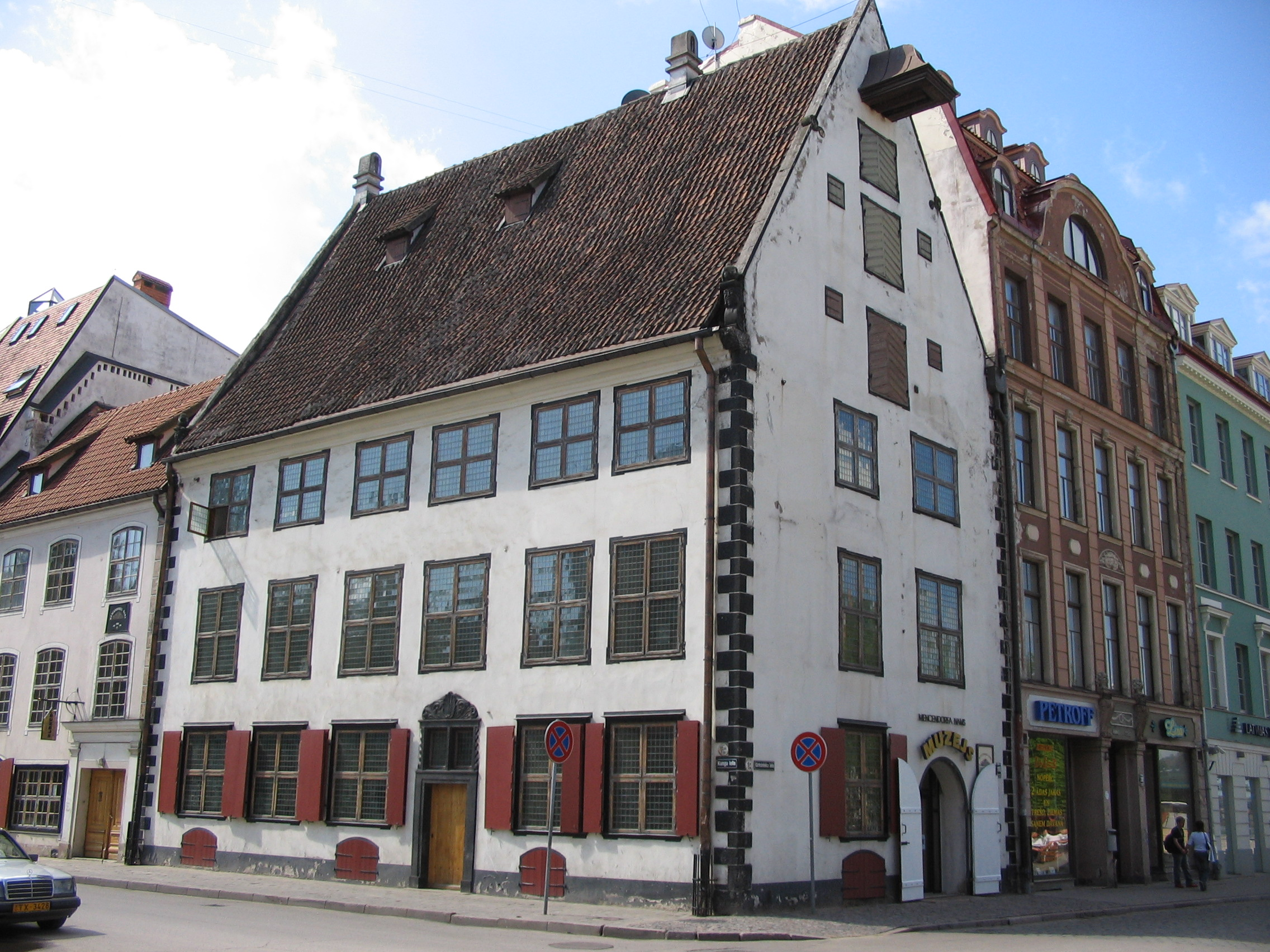
Mentzendorffhaus

Das Mentzendorffhaus (lettisch: Mencendorfa nams) ist ein historisches Wohn- und Geschäftshaus in Riga, das heute als Museum zugänglich ist.

## Geschichte
Das Gebäude wurde 1695 als das Haus eines Deutsch-Balten in Altriga erbaut. Später wurde es von Händlern bewohnt, die im Erdgeschoss Verkaufsräume einrichteten. August Mentzendorff, bis 1939 der letzte Besitzer des Hauses, handelte mit Import von Kaffee und Schokolade.
Nach der Wiederherstellung von Lettlands Unabhängigkeit betrieb Dietrich A. Loeber (1923–2004) die Umwandlung des Hauses zum Stadtgeschichtsmuseum. Seine Mutter war Emilie Loeber geb. Mentzendorff (1881–1972), Tochter von August Mentzendorff (1821–1901) und Ehefrau von August Loeber. Angegliedert an das Rigaer Stadtgeschichtsmuseum und 1992 eröffnet, erstreckt sich das Museum über vier Stockwerke. Es will einen Eindruck vom Alltagsleben wohlhabender Rigenser im 17. bis 20. Jahrhundert vermitteln. Es enthält restaurierte Wandgemälde und Möbel aus dem 17. und 18. Jahrhundert. Die Geschäftsräume, eine Küche mit Mantelschornstein, ein Salon, ein Tanzsaal, eine Familienkapelle und weitere Räume können besichtigt werden.